# 小行星20780
小行星20780，是一顆位於小行星帶的天體，於2000年由LINEAR小組發現，至2005年11月，為表揚香港中學生陳易希在發明上的成就，決定將之命名為「陳易希星」（Chanyikhei）。

## 外部連結
- （英文）The MPC Orbit (MPCORB) Database （页面存档备份，存于）
- （英文）JPL Small-Body Database Browser on 20780 Chanyikhei